# Margarete Dörr
Margarete Dörr (* 22. Mai 1928 in Libau; † 25. Mai 2014 in Oberstenfeld) war eine deutsche Geschichtsdidaktikerin und seit ihrer Pensionierung freie Historikerin. Sie war Geschichtslehrerin an einem Gymnasium und Fachleiterin für Geschichte an den Seminaren für Studienreferendare in Heilbronn und Stuttgart sowie Lehrbeauftragte an der Universität Stuttgart.

## Leben und Wirken
Als Baltendeutsche kamen Margarete Dörr, ihre Eltern und Geschwister 1940 im Rahmen der NS-Aktion Heim ins Reich von Lettland nach Ludwigsburg. Hier besuchte sie das Goethe-Gymnasium, wo die gerade aus der Emigration zurückgekehrte Jenny Heymann eine ihrer Lehrerinnen war. Zwei Jahre nach dem Krieg machte Margarete Dörr am Goethe-Gymnasium ihr Abitur.
Nach dem Studium der Geschichte, Germanistik und Anglistik von 1948 bis 1954 promovierte Margarete Dörr an der Universität Mainz zum Dr. phil. und unterrichtete von 1960 bis 1966 am Goethe-Gymnasium für Mädchen in Ludwigsburg. Von 1966 bis 1988 war sie zuerst in Stuttgart und dann in Heilbronn Fachleiterin für Geschichte am Seminar für Studienreferendare. 1973 erhielt sie dazu noch einen Lehrauftrag für Geschichtsdidaktik an der Universität Stuttgart.
Dörr war Mitarbeiterin ihres Tübinger Kollegen Heinz Dieter Schmid bei der Entwicklung eines neuen Verständnisses von gymnasialem Geschichtsunterricht, der die rein erzählende Lehrmethode und das nur reproduktive Lernen ablehnt und den selbstständigen, forschend-fragenden und schülerzentrierten Unterricht fördert. Dies kam insbesondere in den Kapiteln über die Französische Revolution und über die sowjetische Geschichte in dem von Schmid herausgegebenen Geschichtsbuch Fragen an die Geschichte zum Ausdruck.

## Preise und Auszeichnungen
- Im Jahr 2000 wählte sie der Deutsche Staatsbürgerinnen-Verband zur Frau des Jahres. In der Begründung heißt es: Prof. Margarete Dörr, mit ihrer historischen Arbeit über den Alltag von Frauen zur Zeit des Nationalsozialismus und des zweiten Weltkrieges hat sie herausragende Verdienste um die Belange von Frauen erworben.[5]
- 2001 wurde ihr die Verdienstmedaille des Landes Baden-Württemberg verliehen.

## Werke
- Der Krieg hat uns geprägt. Wie Kinder den Zweiten Weltkrieg erlebten. Campus, Frankfurt/M. 2007, ISBN 3-593-38447-7.
- „Wer die Zeit nicht miterlebt hat …“ Frauenerfahrungen im Zweiten Weltkrieg und in den Jahren danach. Band 1: Lebensgeschichten, Band 2: Kriegsalltag, Band 3: Das Verhältnis zum Nationalsozialismus und zum Krieg. Campus, Frankfurt a. M./New York 1998, ISBN 3-593-36095-0.